# Distretto di Anding
Il distretto di Anding (镇原县S, ĀndìngP) è un distretto della Cina, situato nella provincia del Gansu.